# توماس بودی
توماس بودی (انگلیسی: Tamás Buday؛ زادهٔ july ۵, ۱۹۵۲ (۷۲ سال)) ورزشکار اهل مجارستان است.
وی در مسابقات کشوری و بین‌المللی در مجموع برندهٔ ۴ مدال طلا، ۵ مدال نقره، ۶ مدال برنز شده‌است.